# Morton (Illinois)
Morton ist ein Village im Tazewell County des US-Bundesstaates Illinois.
Das U.S. Census Bureau hat bei der Volkszählung 2020 eine Einwohnerzahl von 17.117 ermittelt. In Morton gibt es eine Abfüllanlage von Libby’s für Kürbiskonserven. Morton veranstaltet das jährlich in der zweiten Septemberwoche stattfindende Morton Pumpkin Festival.
Es heißt, dass 85 Prozent der weltweit abgefüllten Kürbiskonserven in Morton abgefüllt werden, weswegen Morton auch den Beinamen Pumpkin Capital of the World führt.

## Geographie
Aufgrund der dem Census 2010 zugrundeliegenden Angaben hat Morton eine Gesamtfläche von 33,83 km², wovon 33,72 km² auf Land und 0,11 km² (oder 0,34 %) auf Gewässer entfallen.
Morton liegt östlich von East Peoria an der Interstate 74, 14 km südöstlich von Peoria, 42 km nordwestlich von Bloomington, 91 km nördlich von Springfield, 182 km nordöstlich von Quincy, 228 km nordöstlich von St. Louis, 205 km südwestlich von Chicago und 138 km südöstlich von Davenport.
Der Ort gehört zur Peoria Metropolitan Statistical Area.

## Geschichte
Die ersten weißen Siedler in Morton, das nach dem früheren Gouverneur von Massachusetts benannt ist, kamen zwischen 1830 und 1835 aus England, Ohio und New York. Eine zweite Welle von Siedlern traf zwischen 1860 und 1875 ein. Diese kamen überwiegend aus der Schweiz und Süddeutschland.

## Demographie
Zum Zeitpunkt des United States Census 2010 bewohnten Morton 16.267 Personen. Die Bevölkerungsdichte betrug 481,8 Personen pro km². Es gab 6973 Wohneinheiten, durchschnittlich 199,7 pro km². Die Bevölkerung in Morton bestand zu 96,3 % aus Weißen, 0,7 % Schwarzen oder African American, 0,2 % Native American, 1,3 % Asian, <0,1 % Pacific Islander, 0,6 % gaben an, anderen Rassen anzugehören und 1,0 % nannten zwei oder mehr Rassen. 1,7 % der Bevölkerung erklärten, Hispanos oder Latinos jeglicher Rasse zu sein.
Die Bewohner Mortons verteilten sich auf 6622 Haushalte, von denen in 28,6 % Kinder unter 18 Jahren lebten. 58,4 % der Haushalte stellten Verheiratete, 7,0 % hatten einen weiblichen Haushaltsvorstand ohne Ehemann und 31,9 % bildeten keine Familien. 27,6 % der Haushalte bestanden aus Einzelpersonen und in 12,4 % aller Haushalte lebte jemand im Alter von 65 Jahren oder mehr alleine. Die durchschnittliche Haushaltsgröße betrug 2,41 und die durchschnittliche Familiengröße 2,95 Personen.
Die Bevölkerung verteilte sich auf 23,6 % Minderjährige, 6,9 % 18–24-Jährige, 23,8 % 25–44-Jährige, 26,8 % 45–64-Jährige und 19,0 % im Alter von 65 Jahren oder mehr. Der Median des Alters betrug 41,4 Jahre. Auf jeweils 100 Frauen entfielen 92,8 Männer. Bei den über 18-Jährigen entfielen auf 100 Frauen 90,0 Männer.
Das mittlere Haushaltseinkommen in Morton betrug 70.878 US-Dollar und das mittlere Familieneinkommen erreichte die Höhe von 87.800 US-Dollar. Das Durchschnittseinkommen der Männer betrug 54.055 US-Dollar, gegenüber 27.629 US-Dollar bei den Frauen. Das Pro-Kopf-Einkommen belief sich auf 34.632 US-Dollar. 4,9 % der Bevölkerung und 3,3 % der Familien hatten ein Einkommen unterhalb der Armutsgrenze, davon waren 3,9 % der Minderjährigen und 5,4 % der Altersgruppe 65 Jahre und mehr betroffen.

## Söhne und Töchter der Stadt
- Jay Ackerman, Farmer und Abgeordneter im Illinois House of Representatives
- David E. Lilienthal (1899–1981), Direktor der Tennessee Valley Authority und der Atomic Energy Commission

## Belege
1. ↑  Explore Census Data Morton village, Illinois. Abgerufen am 21. Januar 2023.
2. 1 2  Morton, Illinois. Village Profile, abgerufen am 23. Mai 2018 (englisch).
3. ↑  G001 - Geographic Identifiers - 2010 Census Summary File 1. United States Census Bureau, archiviert vom Original am 13. Februar 2020; abgerufen am 23. Mai 2018 (englisch).  Info: Der Archivlink wurde automatisch eingesetzt und noch nicht geprüft. Bitte prüfe Original- und Archivlink gemäß Anleitung und entferne dann diesen Hinweis.
4. ↑  Population and Housing Unit Estimates. Abgerufen am 23. Mai 2018 (englisch).
5. ↑  Census of Population and Housing. Census.gov, abgerufen am 4. Juni 2015 (englisch).